# Juan Torres Ruiz
Juan Torres Ruiz, mer känd som Cala, född 26 november 1989 i Lebrija, Spanien, är en spansk fotbollsspelare (mittback) som senast spelade för Cádiz.